# Буле, Эрнест
Эрнест Буле (англ. Ernest Buule, род. XX век) — угандийский шоссейный велогонщик. Участник летних Олимпийских игр 1984 года.

## Карьера
В 1984 году был включён в состав сборной Уганды на летних Олимпийских играх в Лос-Анджелесе. На них выступил в групповой шоссейной гонке протяжённостью 190,2 км, но не смог финишировать.
На протяжении 40 лет вместе с Мухарудом Мукасой оставался единственным велогонщиком Уганды, принимавшим участие на Олимпийских играх.